# Cheiradenia
Cheiradenia é um género botânico pertencente à família das orquídeas (Orchidaceae). Foi proposto por John Lindley, em Folia Orchidacea. Cheiradenia 4, em 1853. A espécie tipo é a Cheiradenia cuspidata Lindley. O nome do gênero vem do grego chira, mão, e adenos, glândula, em referência a semelhança do espessamento ou calo do labelo de suas flores, que termina em saliências que parecem dedos.
Trata-se de gênero composto por apenas uma pequena miniatura epífita de crescimento cespitoso, que habita as florestas tropicais quentes e úmidas do Norte da Amazônia.
São plantas, de rizoma curto, que vegetativamente assemelham-se às menores espécies de Cyclopogon, com pseudocaule formado pelas Baínhas de pequenas folhas dísticas membranáceas, de base imbricante, lisas ou levemente nervuradas. A inflorescência é racemosa, ereta e mais longa que as folhas, com raque terminal estrobiliforme curtíssima, dotada de grande quantidade de brácteas que formam uma espécie de espiga, de onde emergem poucas e pequenas flores que pouco se destacam.
As sépalas e pétalas são planas e têm o mesmo comprimento, o labelo é algo unguiculado, articulado com o pé da coluna, largo, levemente trilobado e apresenta o já referido espessamento transversal calosiforme. A coluna é curta e espessa com antera terminal contendo duas polínias cerosas.

## Espécie
1. Cheiradenia cuspidata Lindl., Fol. Orchid. 4: 1 (1853)